# Friedrich Haindl
Friedrich Haindl, auch Friedrich Haindl senior, (* 2. Juli 1872 in Piding; † 31. Oktober 1960 in München) war ein deutscher Architekt.

## Werdegang
Haindl absolvierte von 1886 bis 1889 eine Lehre als Holzbildhauer in Berchtesgaden und war anschließend in mehreren Werkstätten in München tätig. Es folgte von 1892 bis 1895 ein Studium der Architektur an der Königlichen Kunstgewerbeschule München, wo Leonhard Romeis zu seinen Lehrern gehörte. Im Anschluss war er in den Architekturbüros von Carl Moritz in Köln (1896), Günther Deininger in München und einem Baubüro der staatlichen Eisenbahnverwaltung tätig.
1911 gründete Friedrich Haindl ein eigenes Architekturbüro in München. Er spezialisierte sich auf den Bau von Kirchen. Dabei präferierte er eine zeitgemäße Architektur, berücksichtigte aber historische Elemente, wenn solche einzubeziehen waren. 1935 begann sein Sohn Friedrich Ferdinand Haindl als freier Architekt im Büro mitzuarbeiten, wodurch manche Bauten nicht eindeutig einem der beiden zuzuordnen sind.

## Bauten

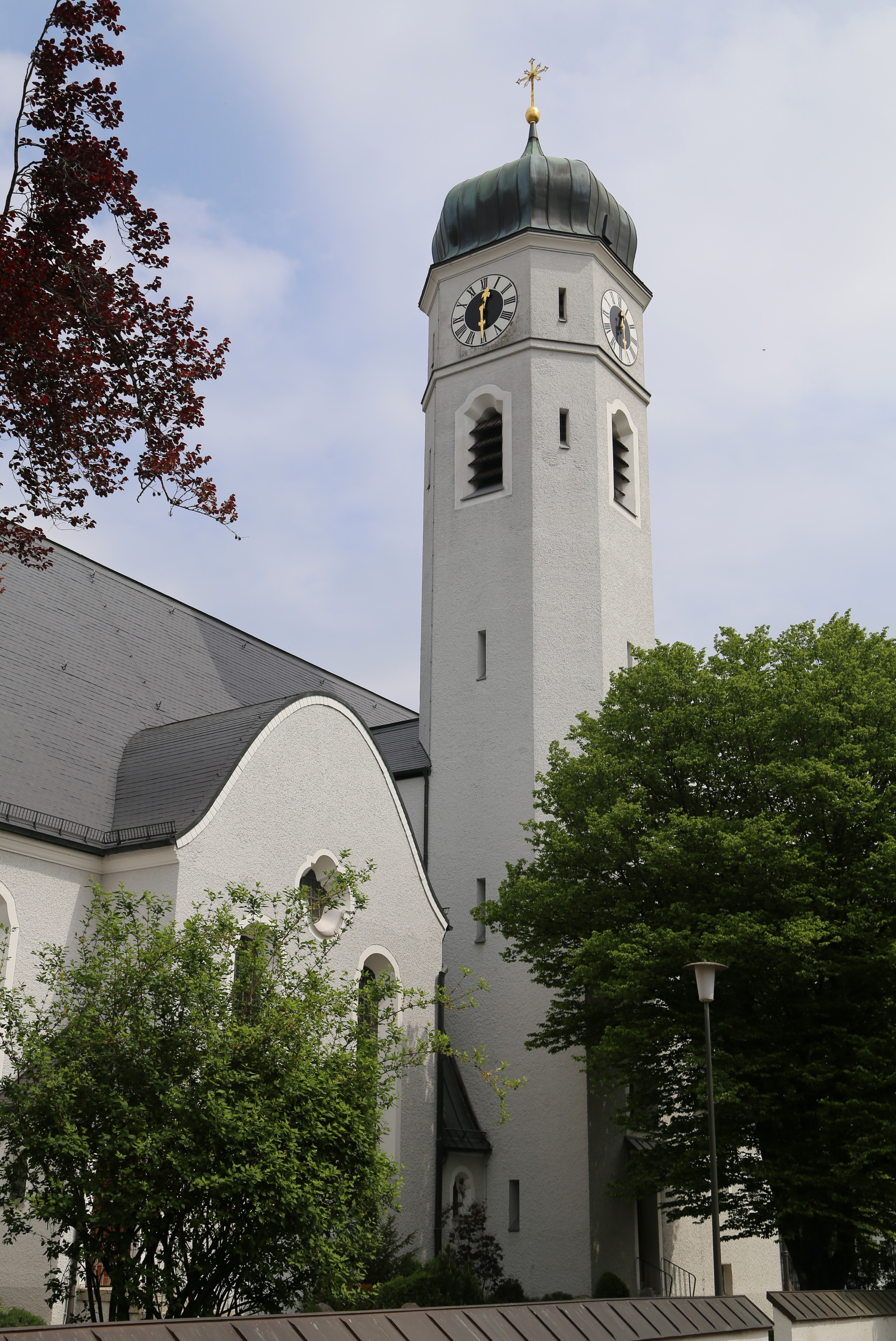
Herz-Jesu-Kirche in Bruckmühl

- Kriegerdenkmal an der St.-Rupertus-Kirche
- 1920–1921: Anbau von Seitenkapellen an der Pfarrkirche St. Stephan in Dietkirchen
- 1922–1923: Pfarrkirche St. Oswald in Litzlohe (neubarock)
- 1925: Herz-Jesu-Kirche in Bruckmühl (unter Denkmalschutz)[1][2]
- 1925–1927: Pfarrkirche St. Nikolaus in Lenting (unter Denkmalschutz)[3][4]
- 1926–1928: Langhaus der Pfarrkirche St. Laurentius in Denkendorf[5][6][7]
- 1929: Heilig-Kreuz-Kirche in Gebertshofen (unter Denkmalschutz)[8][9]
- 1929–1930: Collegium Willibaldinum (Haindlbau) in Eichstätt (unter Denkmalschutz)[10][11][12]
- Anbau zum Kronebau
- Seifenfabrik in München
- Salesianum in München
- Abtei in Seligenporten
- Pfarrkirche in Lauterhofen
- Kirche in Pilsach
- Kirche in Hitzhofen
- Kirche in Kirchdorf am Inn
- Kirche in Oberornau
- Kirche für Regens-Wagner Lauterhofen